# Kathedraal Sainte-Marie-de-l’Assomption (Vaison-la-Romaine)

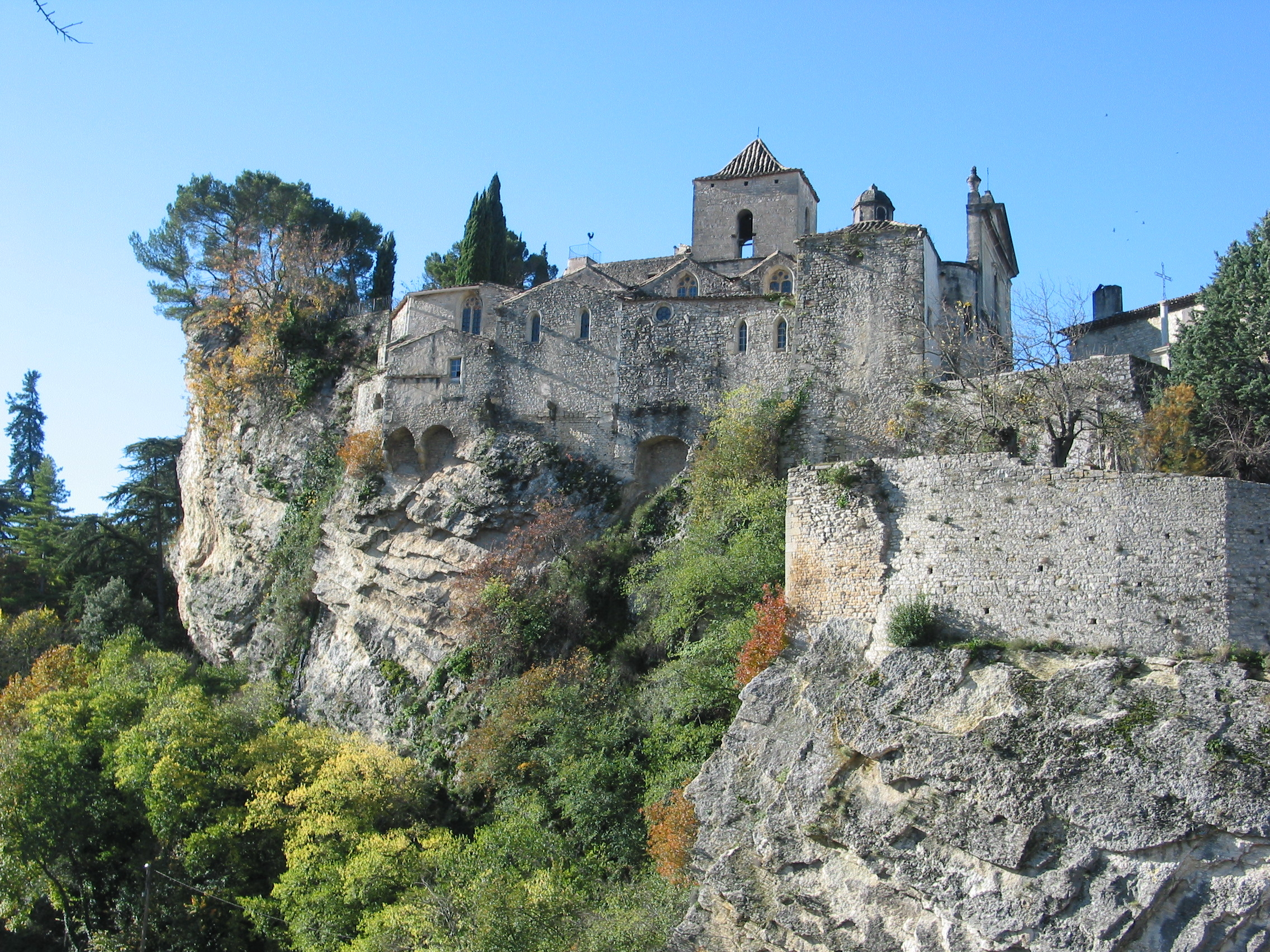
Sainte-Marie-de-l'Assomption in Vaison-la-Romaine, in het departement Vaucluse

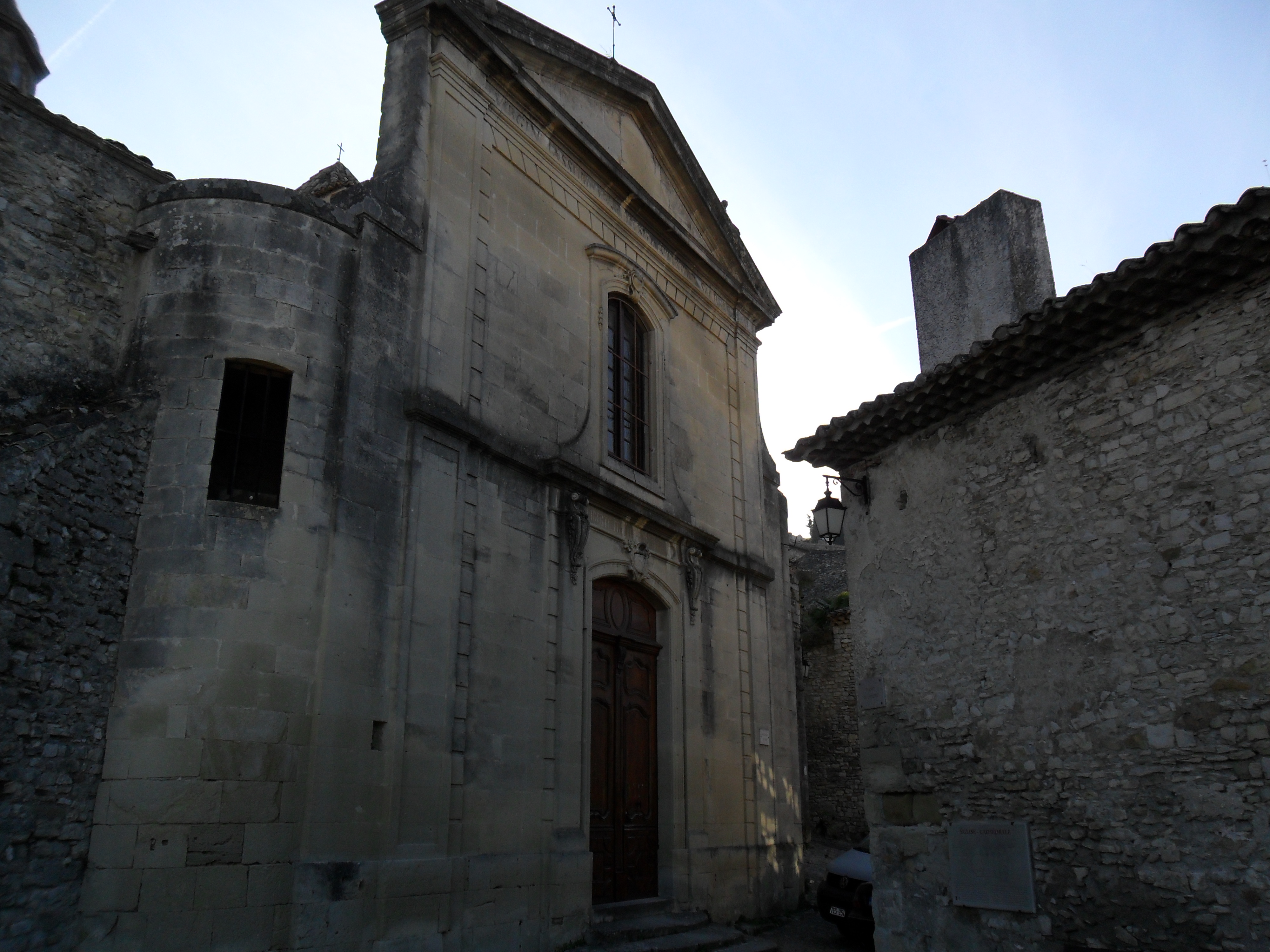
Barokke voorgevel (18e eeuw)

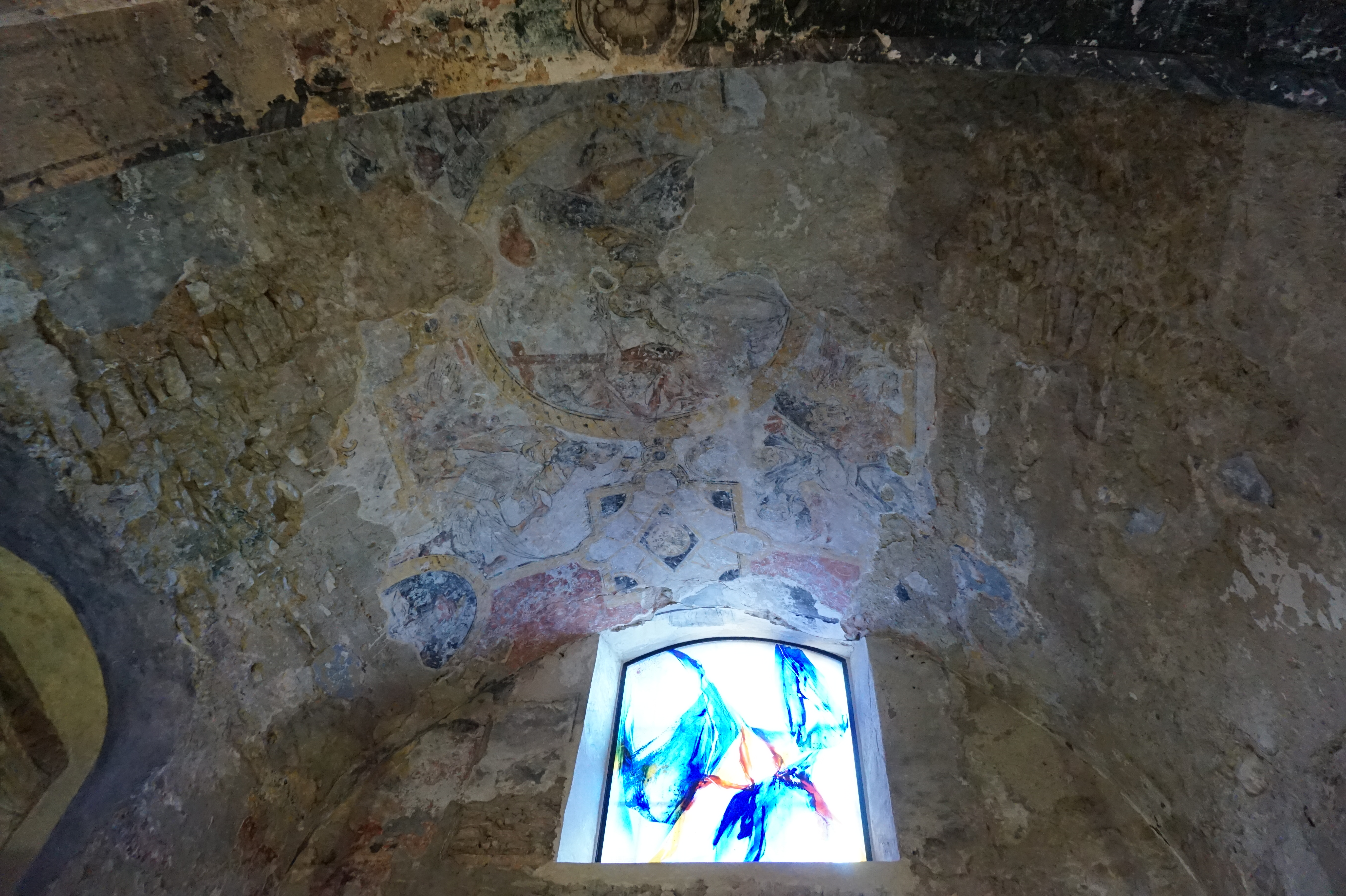
Beschilderde gewelven (18e eeuw)

De Kathedraal Sainte-Marie-de-l’Assomption (eind 15e eeuw) was een van de twee kathedralen van de voormalige bisschopsstad Vaison-la-Romaine in Frankrijk, destijds gelegen in het Heilige Roomse Rijk. De Sainte-Marie-de-l’Assomption staat in de bovenstad op de rotsen; de andere is de Notre-Dame-de-Nazareth in de vlakte van de benedenstad.
Het bisdom Vaison werd formeel opgeheven door het Concordaat van 1801. Het bisdom telde een veertigtal parochies tijdens het ancien régime; deze lagen in het pauselijk graafschap Comtat Venaissin (zoals Vaison zelf) en in de provincie Dauphiné van het koninkrijk Frankrijk. Het bisdom Vaison ging op in het aartsbisdom Avignon.

## Synoniemen
- Kathedraal Saint-Genin, naar de beschermheilige van de stad Vaison, de heilige Genin. Dit was de veel gebruikte naam tijdens het ancien régime.
- Kathedraal de la Haute-Ville, of de kathedraal van de bovenstad.

## Historiek
Ten gevolge van brandschattingen door de graven van Toulouse was het voor de bisschop van Vaison veiliger in de bovenstad te resideren. De kathedraal van de benedenstad en zijn paleis waren geplunderd. De bisschop van Vaison liet de Sint-Laurentiuskapel afbreken om plaats te maken voor een nieuwe kathedraal (1464). De stenen van de kapel werden hergebruikt, wat in sommige muren nog te zien is. In 1470 was de bouw al ver genoeg gevorderd om een klokkentoren te bouwen bovenop de derde zijkapel aan de westzijde. In de jaren 1599-1601 werd de kathedraal nog belangrijk uitgebreid. De kathedraal staat grotendeels op de randen van de rotsen, boven de rivier Ouvèze.
In de  loop van de 18e eeuw werd de kathedraal binnen herschilderd en verrees er een barok ingangsportaal (1776). De barokke verfraaiing gebeurde onder impuls van de Jezuïeten in de Comtat Venaissin.
Nadat in 1801 het bisdom Vaison was afgeschaft, ging de kathedraal verder als parochiekerk.
De kerk werd vervolgens in 1897 gesloten voor erediensten. In de benedenstad kende Vaison-la-Romaine immers een bevolkingsgroei, waarbij de oude kathedraal Notre-Dame-de-Nazareth terug in gebruik werd genomen als parochiekerk. De rol van de Sainte-Marie-de-l’Assomption in de bovenstad was uitgespeeld. Sinds 1994 is de voormalige kerk Sainte-Marie-de-l’Assomption erkend als monument historique van Frankrijk.